# مگس‌گیر کوچک زرد
مگس‌گیر کوچک زرد (نام علمی: Erythrocercus holochlorus) نام یک گونه از تیره مگس‌گیر شهریار است. این گونه در کنیا، سومالی، و تانزانیا یافت می‌شود. زیستگاه طبیعی این پرنده جنگل‌های است.